# Vinyloop
VinyLoop est un procédé de plasturgie permettant de séparer le compound de PVC d’autres matériaux afin de procéder à son recyclage.

## Contexte
Un des défis dans le recyclage du PVC – comme pour d’autres matières plastiques – se situe dans la complexité d’obtenir un matériau pur à recycler.
Prenons l’exemple d’un canapé : celui-ci étant composé de PVC, de bois, de tissu et de ressorts en métal. Avant de pouvoir recycler le PVC, il va falloir séparer les composants du canapé pour obtenir la matière première que l’on souhaite recycler – en termes de main d’œuvre, cela demande du temps et occasionne un coût.
Par ailleurs la séparation du PVC d’autres matériaux tels que le bois, le tissu et le métal n’est parfois pas suffisante pour assurer un recyclage optimal. Il va aussi falloir pouvoir mélanger des déchets de PVC qui n’ont pas forcément la même formulation. D’un canapé à l’autre, la formulation du PVC pourra être différente : le fabricant aura rajouté tel ou tel stabilisant, tel ou tel pigment... 
Bien souvent dans les réseaux de collecte, on ne fait pas de différence entre tels et tels déchets de PVC, des PVC de nature différente sont mélangés alors qu’on devrait pouvoir séparer les différentes formulations pour arriver à une qualité de recyclage optimale. Le PVC à l’étape de la collecte est souvent mélangé à d’autres produits que l’on souhaite recycler (des déchets de profilés avec des déchets de câbles par exemple) et il est dès lors complexe d’assurer un niveau de pureté constant de la matière car ces déchets sont probablement constitués de différentes formulations de PVC ou même de PVC différents (souple et rigide par exemple).

## Approche
Le procédé Vinyloop est une approche qui permet d’éliminer ces difficultés, grâce à une dissolution sélective de tous les composants. Les déchets de plastique sont d'abord déchiquetés puis les impuretés sont filtrées grâce à l’utilisation d’un solvant. Cela permet de séparer le PVC d'autres matériaux tels que les particules de cuivre, les fibres polyester, les textiles naturels, les métaux, le caoutchouc, les polyoléfines...
Le produit final est un composé pur de PVC en poudre qui est utilisable sans aucun traitement supplémentaire dans la gamme de produits originaux. Le PVC ainsi recyclé peut être utilisé par exemple pour des produits tels que les tuyaux d'arrosage, les semelles de chaussures, les films et membranes de tunnels et des piscines.

## Processus
Le procédé VinyLoop est un procédé de recyclage mécanique utilisant un solvant pour séparer le compound de PVC d’autres matériaux. Il s’agit d’un procédé en boucle fermée dont le solvant est complètement recyclé. Le PVC traverse un processus de traitement composé de différentes étapes:
1. Prétraitement : cette phase de prétraitement consiste à nettoyer, broyer et homogénéiser les déchets plastiques.
2. Dissolution du composite : un solvant spécifique est utilisé pour dissoudre sélectivement le compound PVC en boucle fermée (sous pression et sans air).
3. Séparation des matières secondaires : certaines impuretés ne peuvent être dissoutes – elles sont séparées en fonction du type de matière par filtration, centrifugation et décantation. Après séparation, les matériaux secondaires sont lavés au solvant pur pour entraîner tous les composés de PVC dissous restants.
4. Précipitation du compound de PVC régénéré : par la suite, la solution de PVC est récupérée dans un réservoir de précipitation, où de la vapeur d’eau est injectée pour faire évaporer complètement le solvant et précipiter le PVC. Le compound de PVC est récupéré sous la forme d’effluent aqueux. Tous les composants de la formulation du PVC sont récupérés dans le PVC régénéré.
5. Séchage et conditionnement du produit : les effluents de l’étape de précipitation sont envoyés vers un décanteur qui sépare le PVC de l’eau de traitement. Le compound de PVC humide est séché avec de l’air chaud et conditionné en big-bag d’une tonne, prêt à être réutilisé. L’eau provenant du procédé est traitée conformément à la réglementation avant d’être évacuée.
6. Récupération et recyclage du solvant afin de le réutiliser : un processus de décantation en plusieurs étapes permet de régénérer le solvant. Une première étape de condensation (utilisant de l’air chaud ou de l’eau froide) est suivie d’une phase de séparation ; le solvant biodégradable et l’eau sont tous deux recyclés. L’eau séparée retourne dans le réservoir de précipitation, le solvant retourne vers l’étape de dissolution[6].

## Importance environnementale
Le procédé Vinyloop a été choisi afin de recycler des membranes qui ont été utilisées pour les jeux olympiques de 2012 à Londres. Les membranes de toitures couvrant le stade olympique, la piscine de Water Polo et le baraquement du régiment de l’artillerie Royale seront démontées et une partie sera recyclée par le procédé Vinyloop.